# Louis Kahn
Louis Isadore Kahn (ilha de Saaremaa, Estônia, 20 de fevereiro de 1901 — Nova Iorque, NY, 1974) foi um dos grandes nomes da arquitetura mundial. Louis Kahn nasceu na Estônia, mas sua família mudou-se para os Estados Unidos (Filadélfia), quando Kahn tinha apenas 5 anos. Foi naturalizado americano em 15 de maio de 1914.
Kahn criou um estilo monumental e monolítico; seus prédios pesados, em sua maioria, não escondem seu peso, seus materiais ou a maneira como são montados. Famoso por suas obras meticulosamente construídas, suas propostas provocantes que permaneceram sem construção e seus ensinamentos, Kahn foi um dos arquitetos mais influentes do século XX e um dos mais importantes dos EUA.

## Linha do tempo dos trabalhos
Todas as datas referem-se ao ano de início do projetoː
- 1935 - Jersey Homesteads Cooperative Development, Hightstown, New Jersey;
- 1940 - Jesse Oser House, 628 Stetson Road, Elkins Park, Pensilvânia;
- 1947 - Phillip Q. Roche House, 2 101 Harts Lane, Conshohocken, Pensilvânia;
- 1950 - Morton e Lenore Weiss House, 2 935 Whitehall Rd, East Norriton, Pensilvânia;
- 1951 - Yale University Art Gallery, 1 111 Chapel Street, New Haven, Connecticut;
- 1952 - City Tower Project, Filadélfia, Pensilvânia (não construída);
- 1954 - Centro Comunitário Judaico (também conhecido como Trenton Bath House), 999 Lower Ferry Road, Ewing, Nova Jersey;
- 1956 - Wharton Esherick Studio, 1 520 Horseshoe Trail, Malvern, Pensilvânia (projetado com Wharton Esherick);
- 1957 - Laboratórios de Pesquisa Médica Richards, Universidade da Pensilvânia, 3 700 Hamilton Walk, Filadélfia, Pensilvânia;
- 1957 - Fred E. e Elaine Cox Clever House, 417 Sherry Way, Cherry Hill, Nova Jersey;
- 1959 - Margaret Esherick House, 204 Sunrise Lane, Chestnut Hill, Filadélfia, Pensilvânia;
- 1958 - Edifício da Tribune Review Publishing Company, 622 Cabin Hill Drive, Greensburg, Pensilvânia.
- 1959 - Salk Institute for Biological Studies, 10 North Torrey Pines Road, La Jolla, Califórnia;
- 1959 - Primeira Igreja Unitarista, 220 South Winton Road, Rochester, Nova York;
- 1960 - Dormitórios Erdman Hall, Bryn Mawr College, Morris Avenue, Bryn Mawr, Pensilvânia;
- 1960 - Norman Fisher House, 197 East Mill Road, Hatboro, Pensilvânia;
- 1961 - Point Counterpoint, um local convertido para apresentações de barcaças usado pela American Wind Symphony Orchestra;
- 1961 - Mikveh Israel da Filadélfia, Filadélfia, Pensilvânia (não construída);
- 1961 - Instituto Indiano de Administração, Ahmedabad, Índia;
- 1962 - Jatiyo Sangshad Bhaban, o Edifício da Assembleia Nacional de Bangladesh, Dhaka, Bangladesh;
- 1963 - Casa do Presidente, Islamabad, Paquistão (não construída);
- 1965 - Biblioteca da Phillips Exeter Academy, Front Street, Exeter, New Hampshire;
- 1966 - Museu de Arte Kimbell, 3 333 Camp Bowie Boulevard, Fort Worth, Texas;
- 1966 - Fábrica Olivetti-Underwood, Valley Road, Harrisburg, Pensilvânia;
- 1966 - Temple Beth El de Northern Westchester, Chappaqua, Nova York;
- 1968 - Sinagoga Hurva, Jerusalém, Israel (não construída);
- 1969 - Yale Center for British Art, Yale University, 1 080 Chapel Street, New Haven, Connecticut;
- 1971 - Steven Korman House, Sheaff Lane, Fort Washington, Pensilvânia;
- 1973 - Arts United Center (anteriormente conhecido como Fine Arts Foundation Civic Center), Fort Wayne, Indiana;
- 1974 - Franklin D. Roosevelt Four Freedoms Park, Roosevelt Island, New York City, New York, concluído 2012;
- 1976 - Point Counterpoint II, uma sala de concertos melhorada para a American Wind Symphony Orchestra, é estreada postumamente;
- 1979 - Biblioteca Flora Lamson Hewlett da Graduate Theological Union, Berkeley, Califórnia.

## Galeria

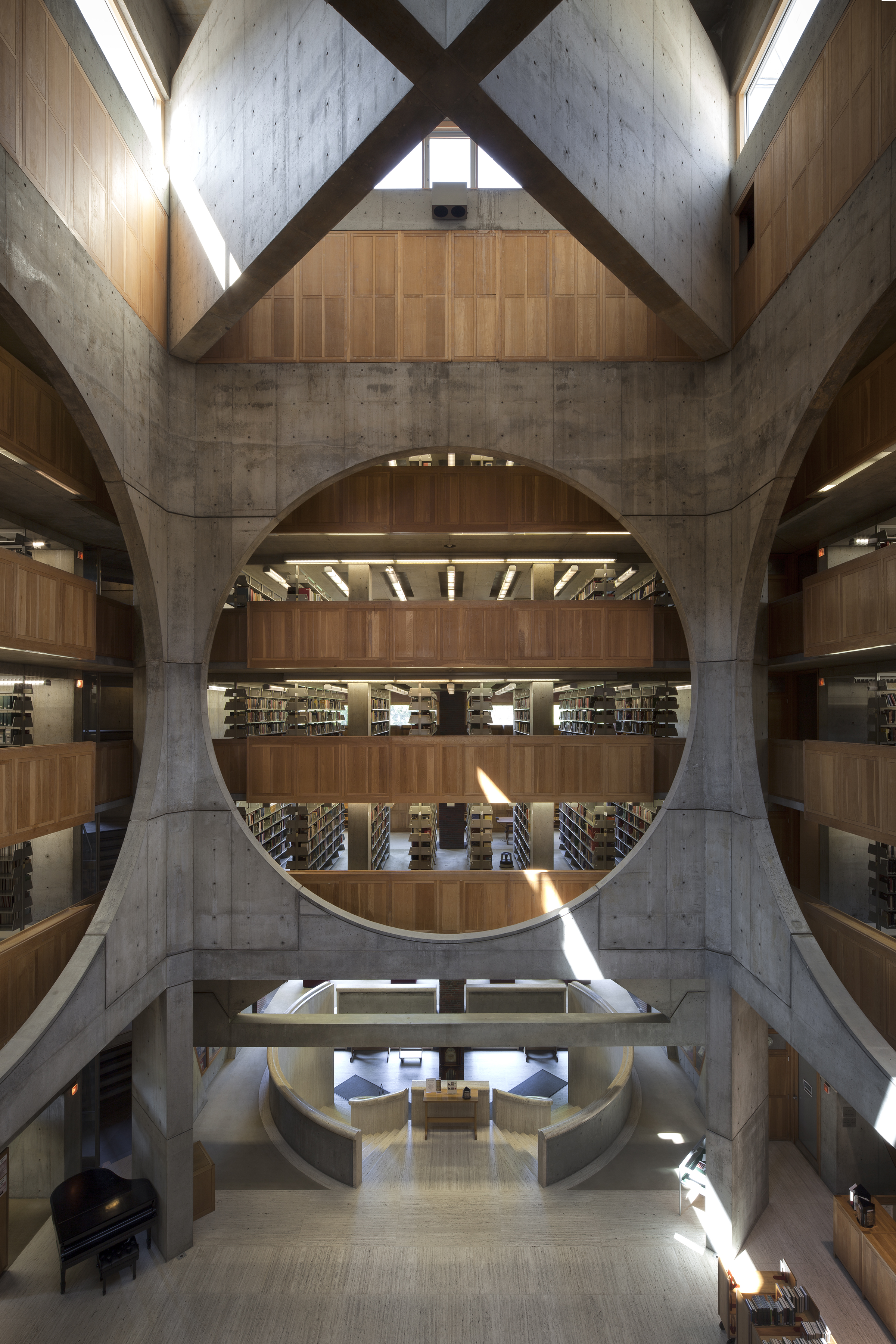
Biblioteca Exeter
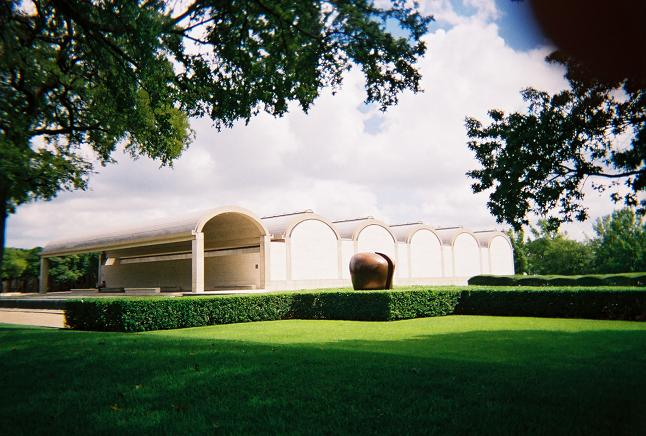
Museu de Arte Kimbell
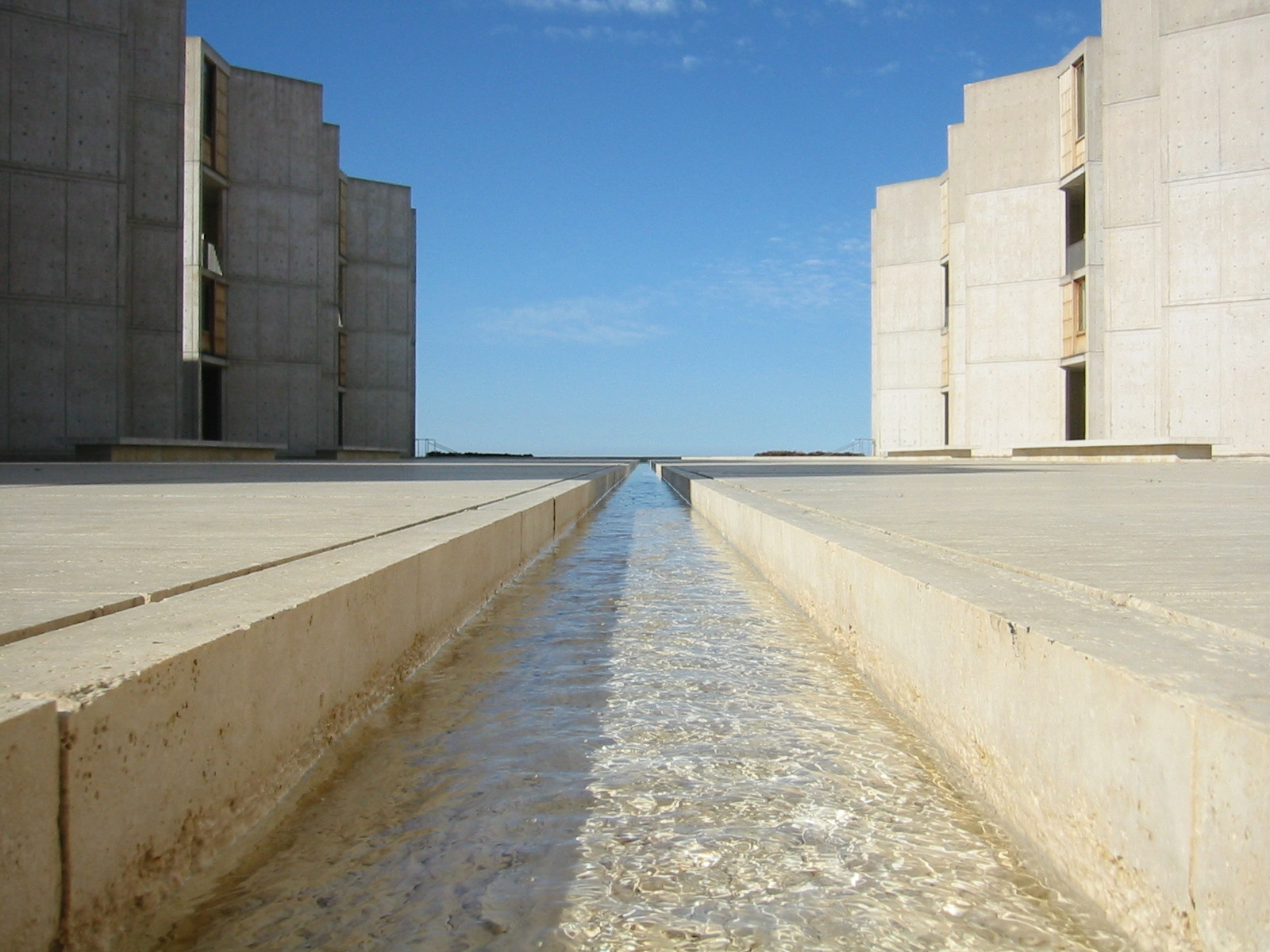
Instituto Jonas Salk de Estudos Biológicos (Jonas Salk Institute for Biological Studies)
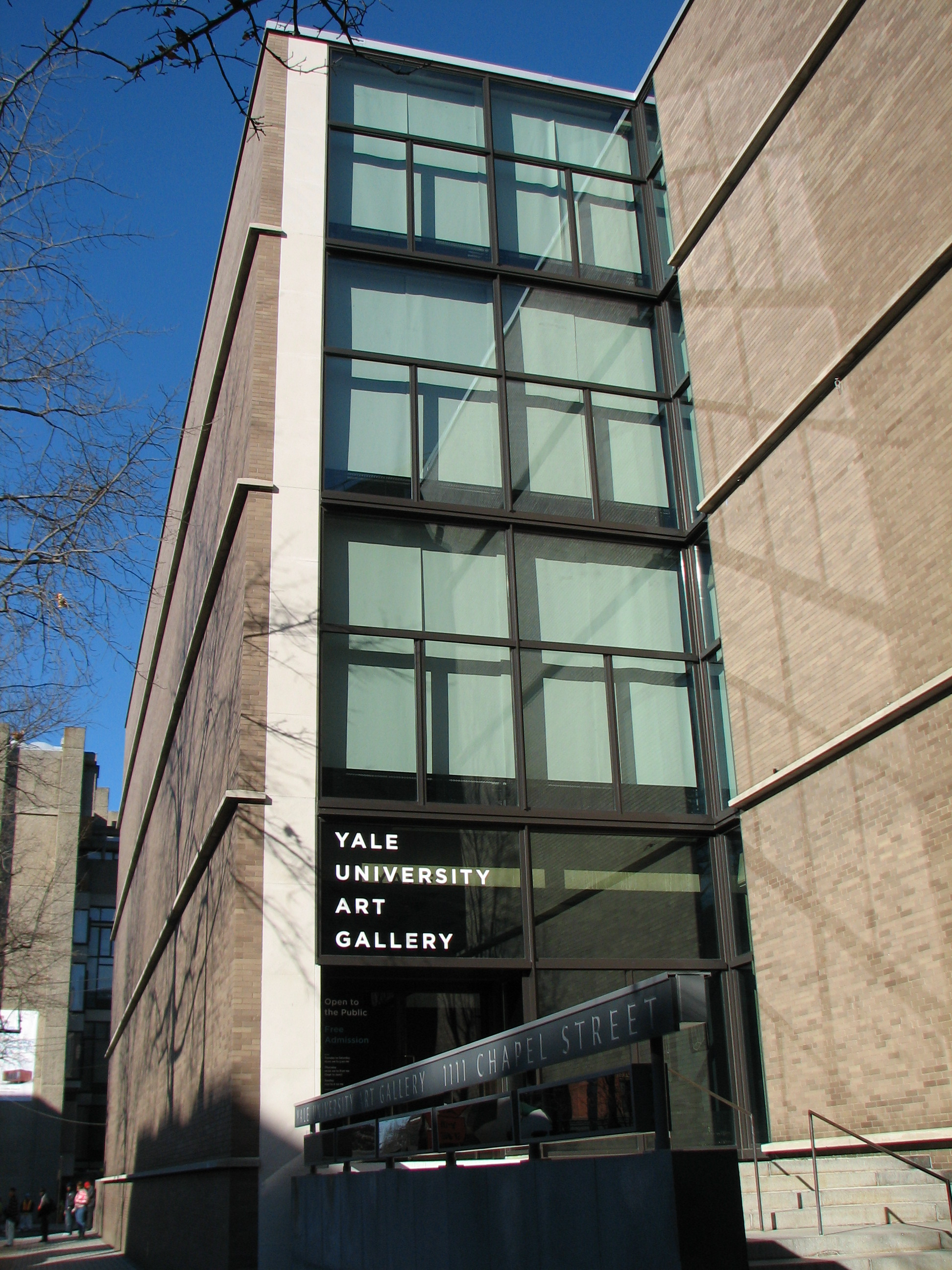
Galeria de arte da Universidade de Yale, New Haven, Connecticut (1951–1953)
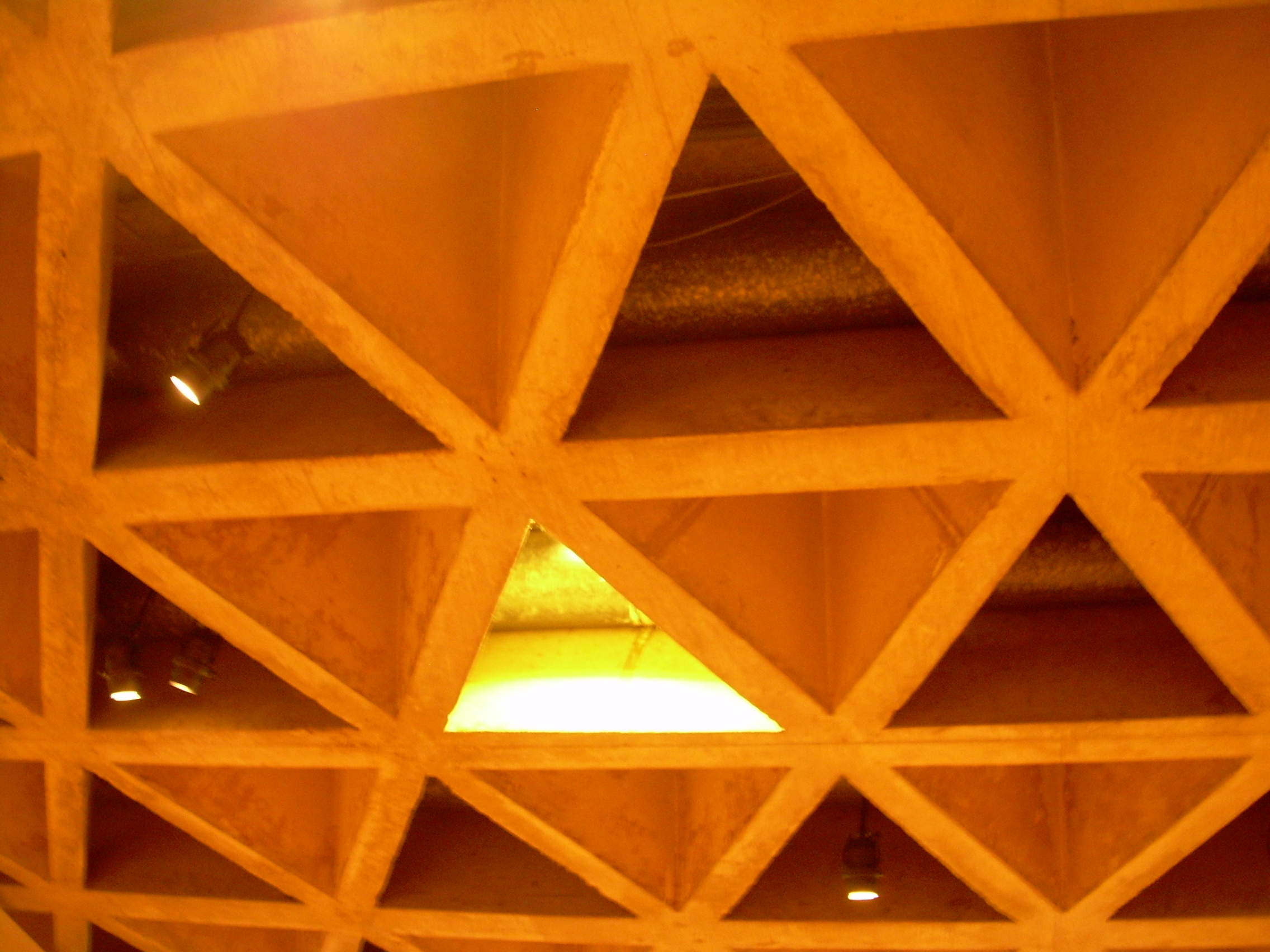
Teto em caixotão na Yale University Art Gallery (1951–1953)
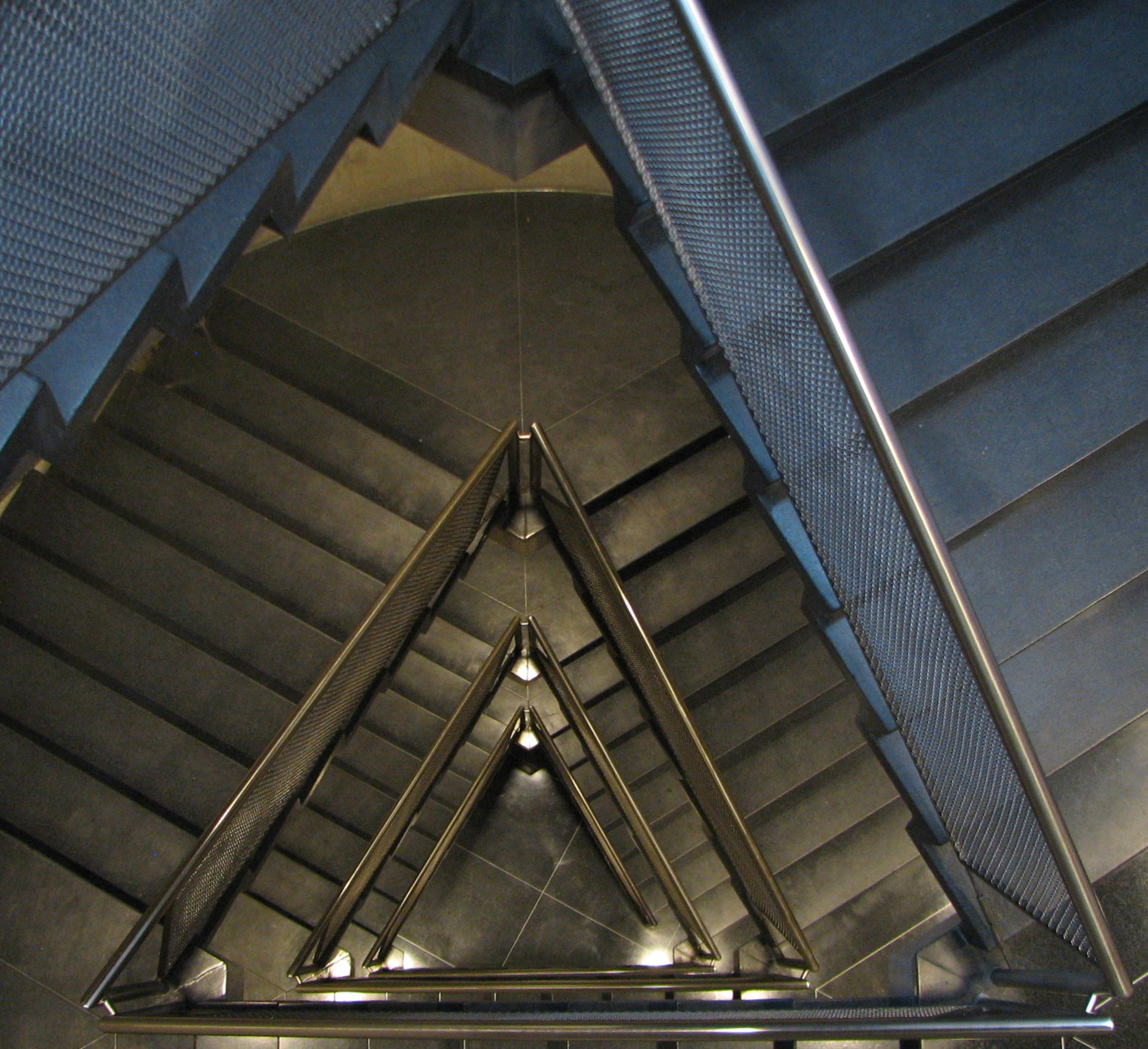
Stairwell in Yale University Art Gallery (1951–1953)
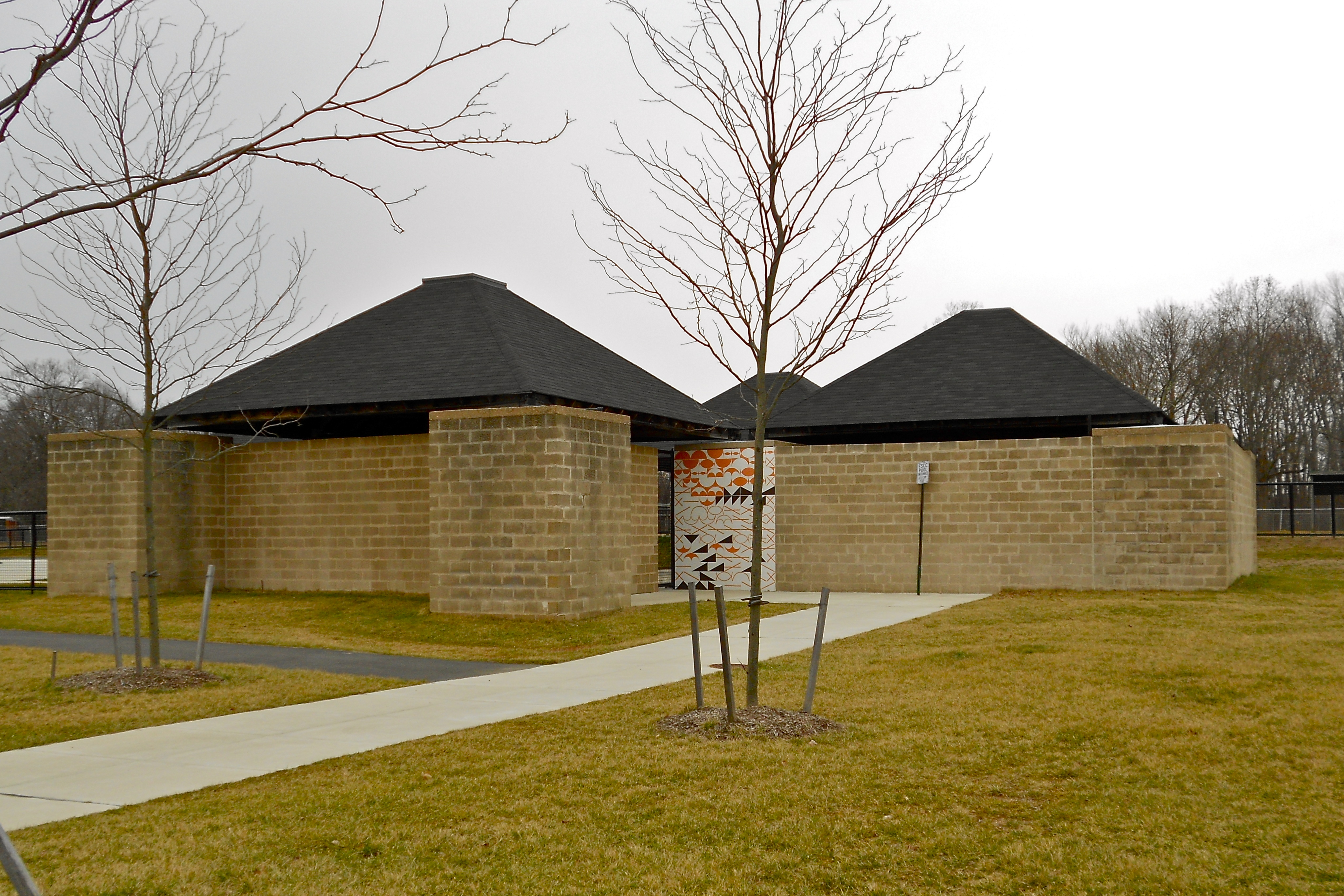
Casa de banhos e acampamento diurno do Centro comunitário judeu de Trenton. Inaugurado em 1955 e servia de entrada e vestiário para os clientes de uma piscina exterior. Ewing, Nova Jersey (1954)
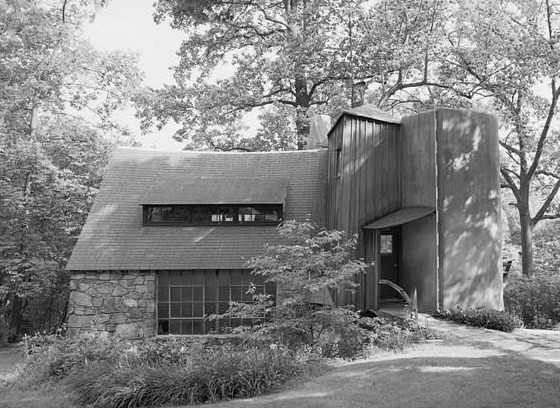
Wharton Esherick Studio, 1520 Horseshoe Trail, Malvern, Pensilvânia (1956). Projetado com Wharton Esherick
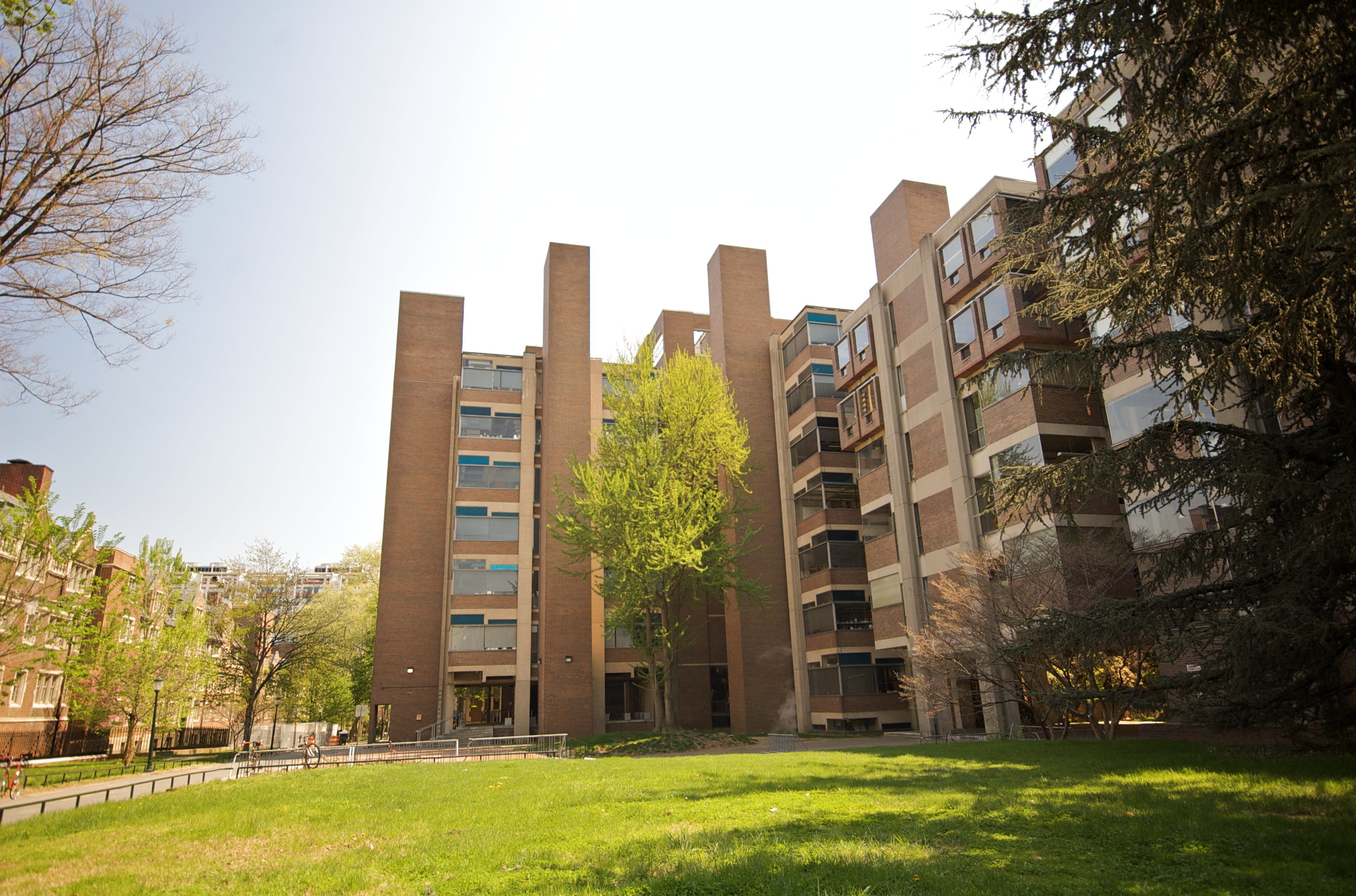
Laboratórios de Pesquisa Médica Richards, Universidade da Pensilvânia, 3700 Hamilton Walk, Filadélfia, Pensilvânia (1957–1965)
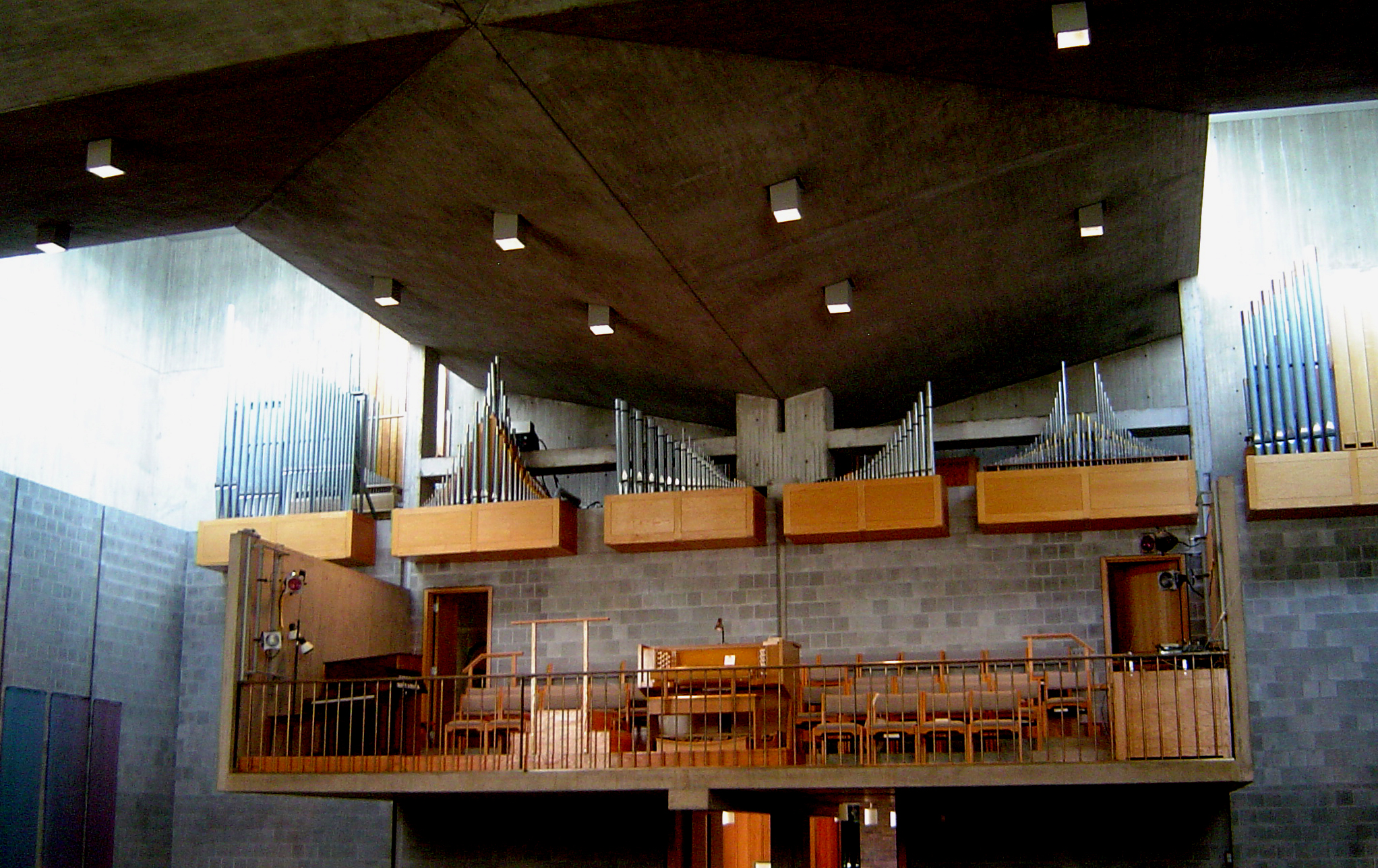
Interior do First Unitarian Church, Rochester, Nova York (1959)
Indian Institute of Management, Ahmedabad, India (1961)
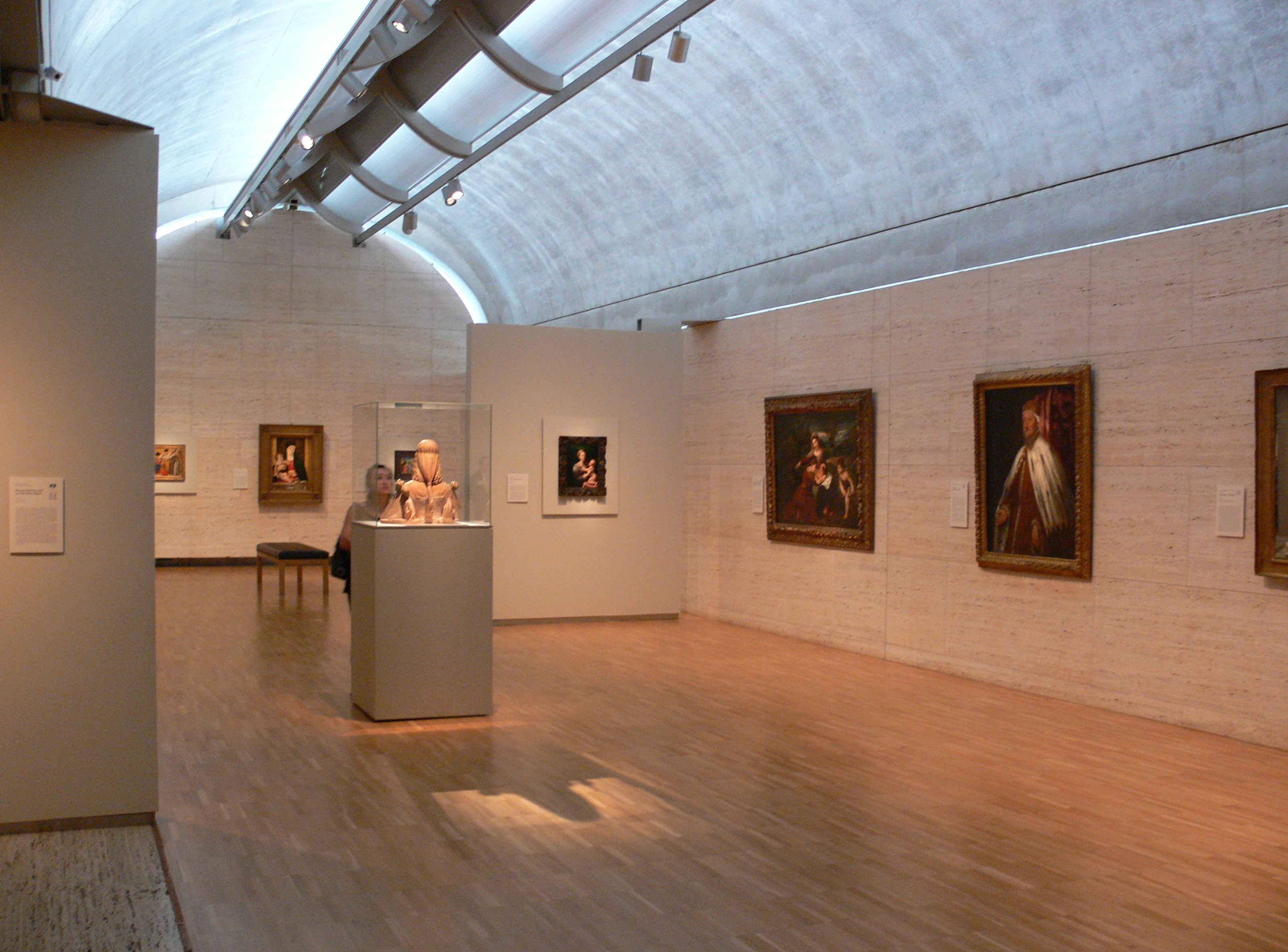
Interior do Kimbell Art Museum, Fort Worth, Texas (1966)
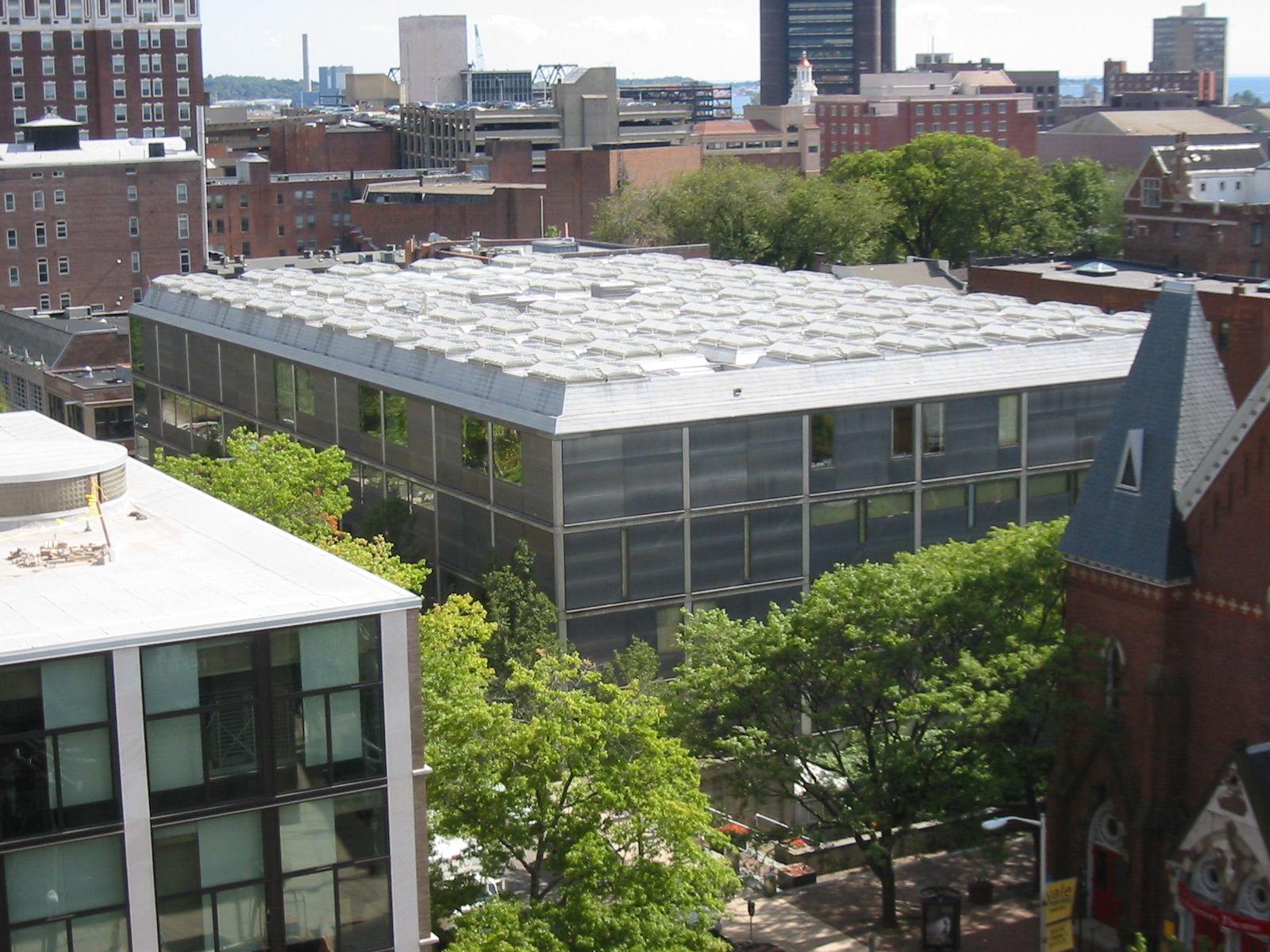
Yale Center for British Art, Yale University, New Haven, Connecticut (1969–1974)
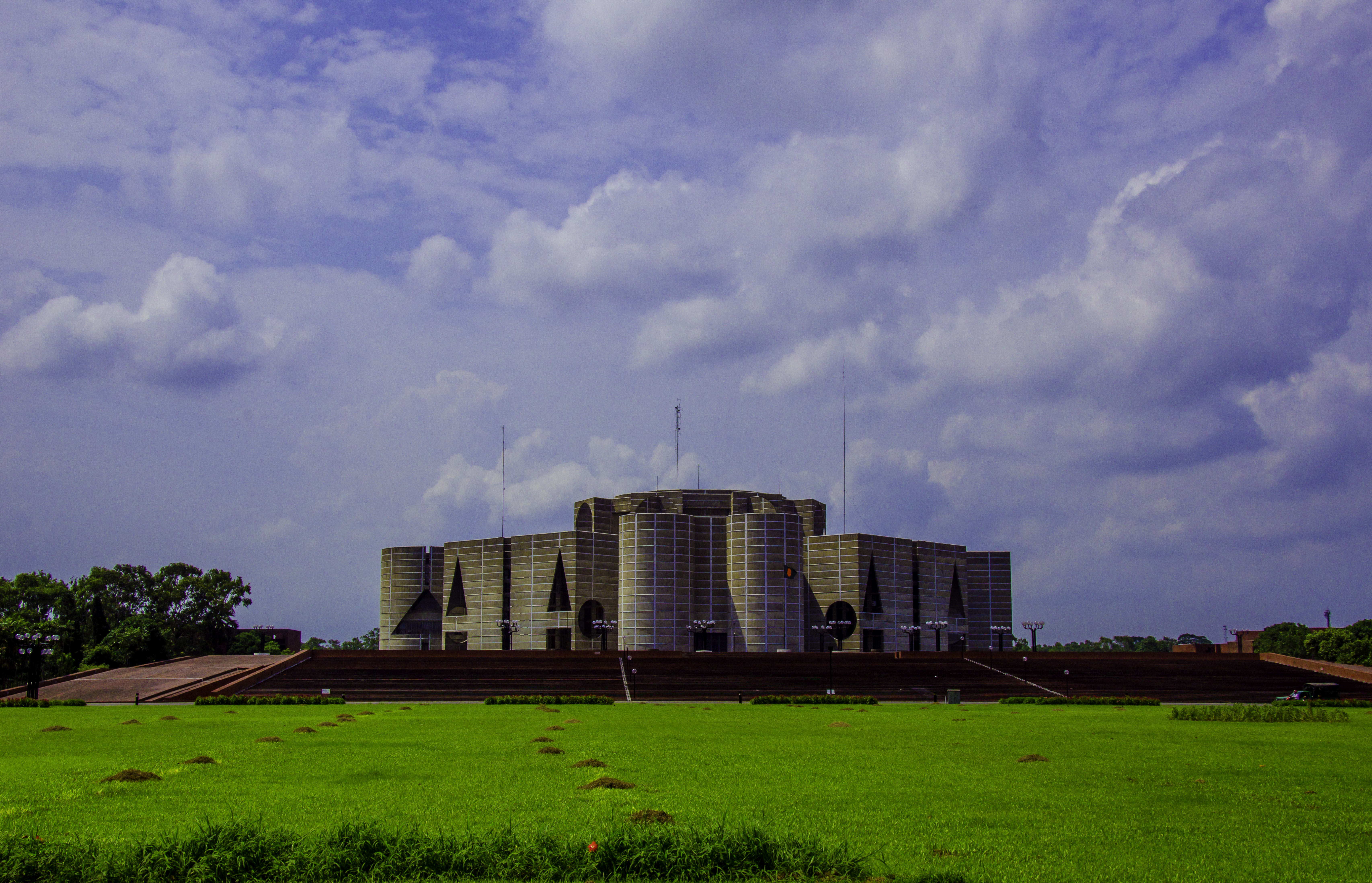
Parlamento de Bangladesh (2014)
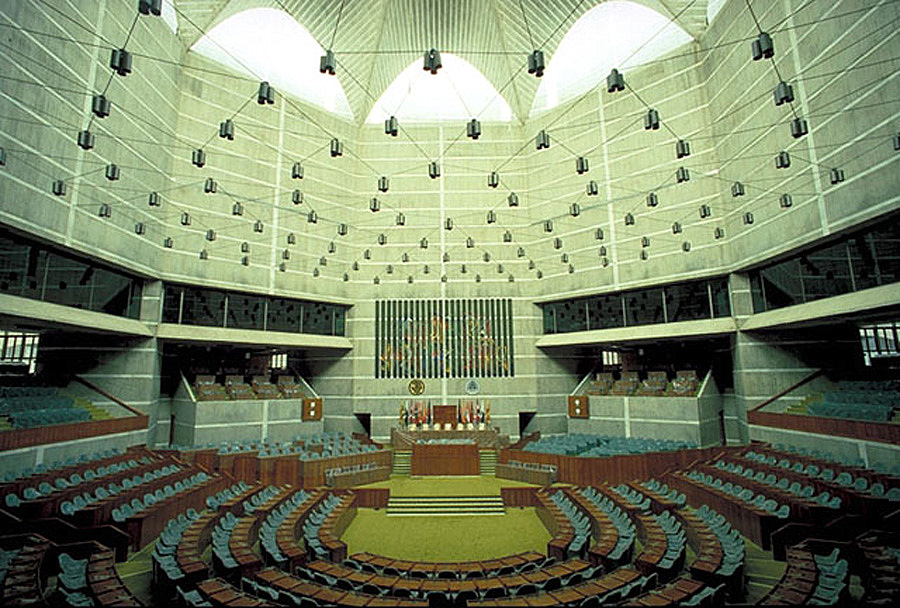
Assembleia Nacional de Bangladesh (2014)
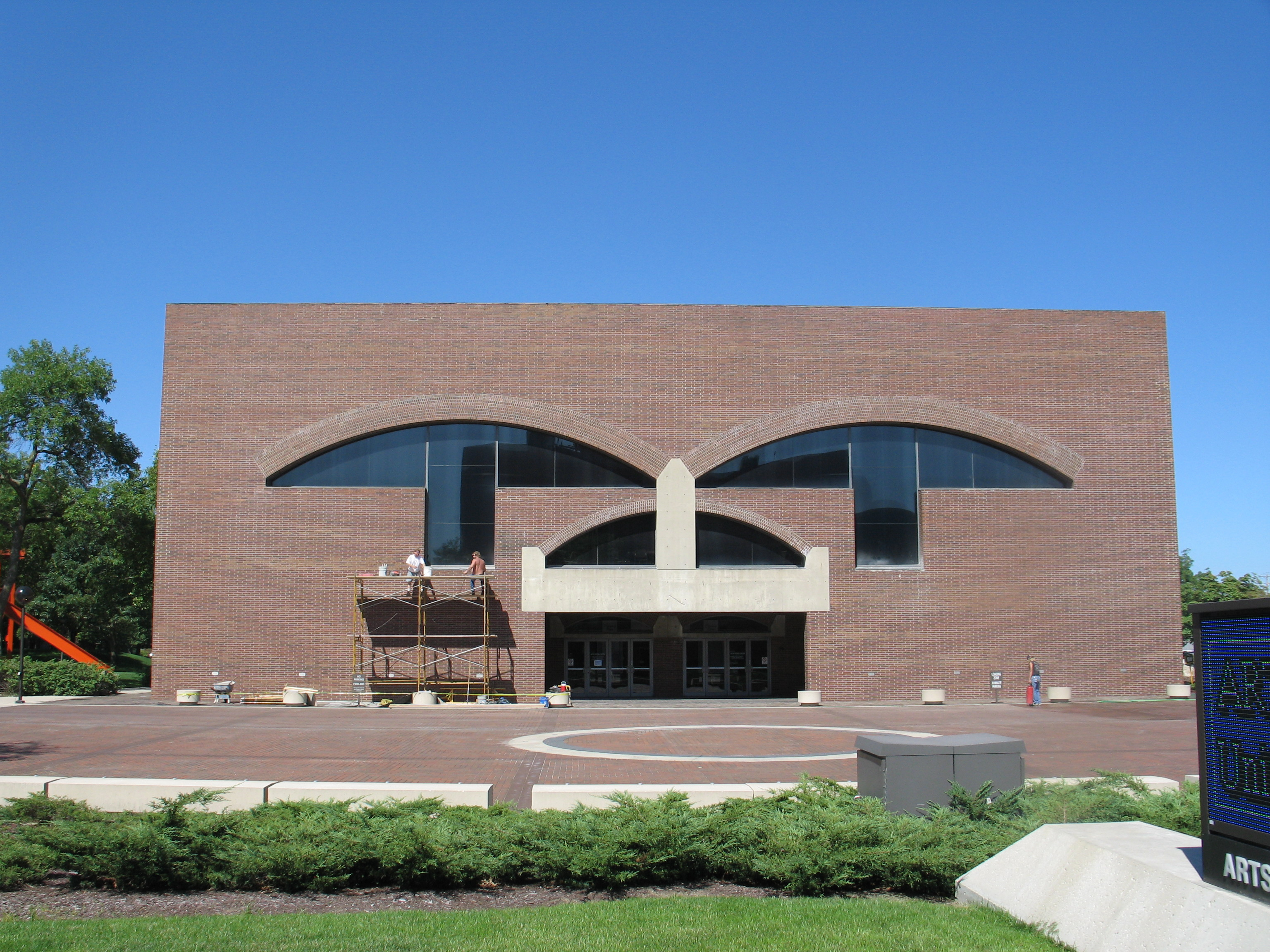
Arts United Center em Fort Wayne, Indiana
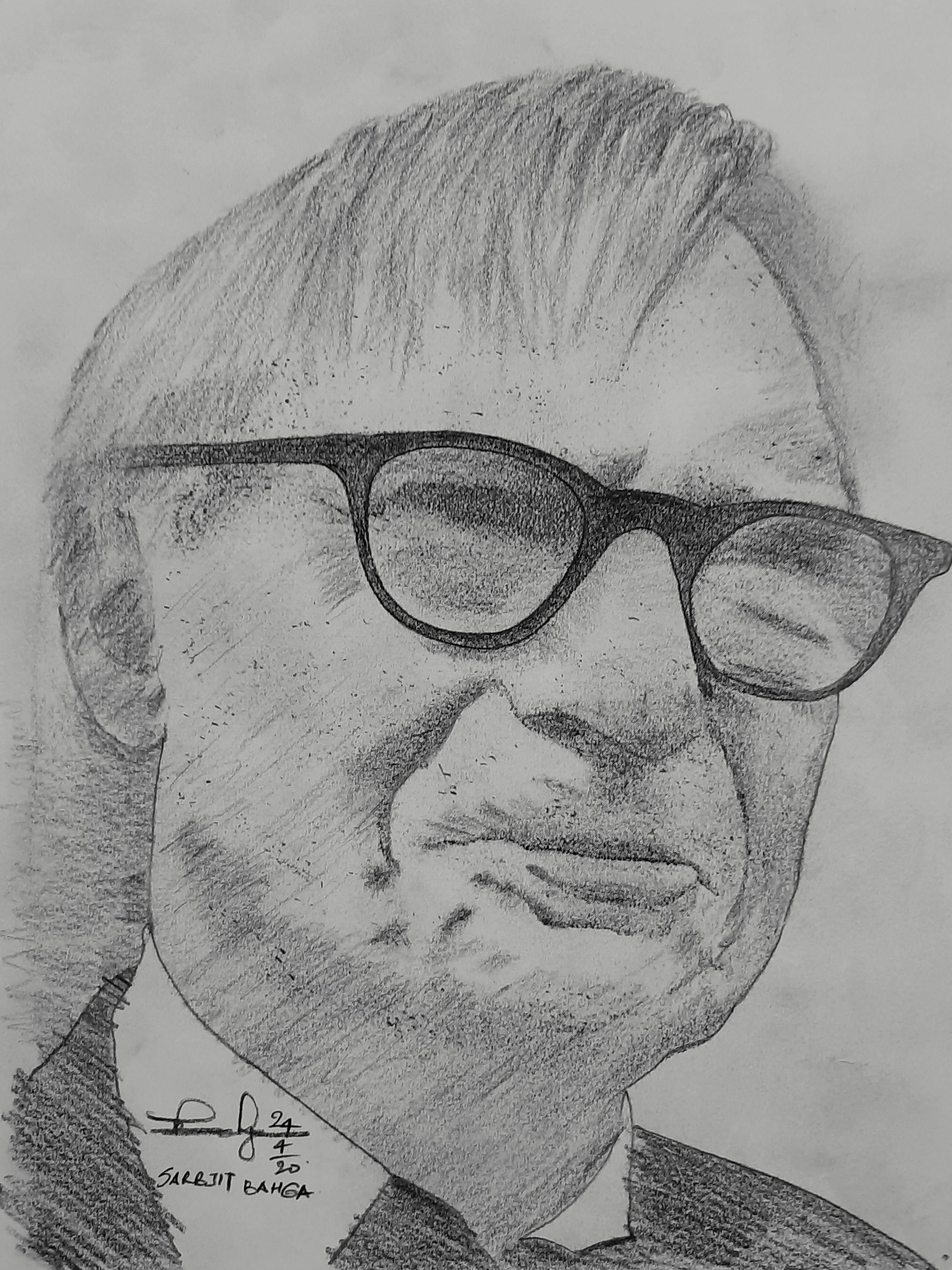
Louis Kahn - Um esboço a lápis de Sarbjit Bahga